# Dimock
Dimock város az Amerikai Egyesült Államok Dél-Dakota államában, Hutchinson megyében. Lakosainak száma 137 fő (2020. április 1.).

## Népesség
A település népességének változása:

| 2010 | 125 |
| 2020 | 137 |